# Квилска језера
Квилска језера (енгл. Quill Lakes) представљају замочварено и ујезерено ендореично подручје у централном делу канадске провинције Саскачеван између насеља Вадина на североистоку и Вајнјард на југу. Чине их три засебне и међусобно повезане језерске површине: Велики Квил (Big Quill Lake), Средњи или Блатни Квил (Mud Lake, Middle Quill Lake) и Мали Квил (Little Quill Lake).
Површина језера налази се на надморској висини од 152 м. Хране се углавном преко неколико мањих водотока и путем падавина, док воду губе искључиво евапорацијом. Од интензитета евапорације зависи и салинитет воде и то су највећа слана језера у целој Канади. Језера су име добила по перју које су енглески трговци скупљали на обалама језера и отпремали за Енглеску где су служила за прављење писаљки (енгл. quill - перо).
Укупна површина сва три језера је 635 км². Велики Квил јима дужину око 27 км и ширину до 18 км, и најдубље је иако му је максимална дубина свега 1,5 метар. Острва која се налазе на Блатном Квилу су важни резервати за угрожене птичије врсте (амерички бели пеликан и ћубасти корморан).
| Језеро      | Дужина | Ширина   |
| ----------- | ------ | -------- |
| Велики Квил | 27 км  | до 18 км |
| Мали Квил   | 24 км  | 11 км    |
| Блатни Квил | 6 км   | до 3 км  |

У складу са одредбама Рамсарске конвенције Квилска језера су 27. маја 1987. проглађена мочварним подручјем од светског значаја.
Број птичијих врста и јединки које обитавају на језеру превасходно зависи од годишњих доба, и варира у зависности од методологије истраживања. Тако је према истраживањима из 1988. на подручју Великог језера регистровано око 155.000 јединки на обалама, а рачунајући цело подручје ту обитава око 197.155 различитих птичјих јединки. Подручје је од изузетне важности за угрожену врсту, Charadrius melodus а најбројније су гуске (око 85.000 јединки), патке (100.000 јединки) те ждралови (око 12.000 јединки).